# Кремер, Фриц (генерал)
Фриц Кремер (нем. Fritz Kraemer; 12 декабря 1900 — 23 июня 1959) — немецкий офицер, участник Первой и Второй мировых войн, бригадефюрер и генерал-майор войск СС, кавалер Рыцарского креста с Дубовыми листьями.

## Первая мировая война
В 1918 году поступил добровольцем в пехотный полк.

## Между мировыми войнами
Продолжил службу в рейхсвере, получил звание лейтенанта. В 1921 году перешёл на службу в полицию в этом звании. В октябре 1934 вернулся на военную службу, в звании старшего лейтенанта, в пехотный полк. К началу Второй мировой войны — капитан, зам. начальника штаба 13-й пехотной дивизии вермахта.

## Вторая мировая война
Участвовал в Польской и Французской кампаниях. Награждён Железными крестами обеих степеней. С октября 1940 — начальник оперативного отдела штаба 13-й танковой дивизии, майор.
С 22 июня 1941 года участвовал в германо-советской войне. Бои на Украине. Награждён Рыцарским Крестом Железного Креста (17 декабря 1942). Квартирмейстер штаба 1-й танковой армии. В январе 1942 — награждён Золотым немецким крестом. С апреля 1942 — подполковник. Летом и осенью 1942 — наступление на Кавказ. В декабре 1942 — награждён Рыцарским крестом, назначен зам. начальника штаба 1-й танковой армии.
С января 1943 — полковник. С июля 1943 — переведён из вермахта в войска СС, на должность начальника штаба формировавшегося 1-го танкового корпуса СС (на севере Италии). С сентября 1943 — в звании оберфюрер СС (получил № 491 402 члена СС, в члены НСДАП не вступил).
С июня 1944 — корпус в боях в Нормандии, против высадившихся американо-британских войск. С августа 1944 — Кремер произведён в звание бригадефюрер и генерал-майор войск СС. В августе 1944 — временно командовал 1-м танковым корпусом СС, затем снова начальник штаба корпуса. С октября 1944 — командир 12-й танковой дивизии СС «Гитлерюгенд». С декабря 1944 — начальник штаба 6-й танковой армии СС. Наступление в Арденнах.
В 1945 — отступление на территорию Германии. 6 мая 1945 — Кремер награждён Дубовыми листьями к Рыцарскому кресту.
9 мая 1945 года взят в американский плен.

## После войны
В июле 1946 года приговорён американским военным трибуналом к 10 годам заключения по обвинению в причастности к расстрелу американских военнопленных во время Арденнского наступления.